# Chiasmocleis jimi
Chiasmocleis jimi es una especie  de anfibio anuro de la familia Microhylidae. Se dsitribuye por el sur del estado de Amazonas y por el centro y centro-este del estado de Pará en Brasil. Habita en selvas tropicales maduras. Se cree que se reproduce en charcas temporales en las que se congregagn en grandes números durante períodos muy específicos. Se ha considerado un sinónimo de la especie Chiasmocleis hudsoni.